# Луиза Зондербург-Глюксбургская
Луиза Каролина Юлиана (нем. Luise Karoline Julianevon Schleswig-Holstein-Sonderburg-Glücksburg, 6 января 1858, Луизенлунд — 2 июля 1936, Марбург) — принцесса Шлезвиг-Гольштейн-Зондербург-Глюксбургская из династии Глюксбургов, в браке — княгиня Вальдек-Пирмонтская.

## Биография
Родилась во дворце Луизенлунд. Она была третьим ребёнком и второй дочерью в семье принца Фридриха Шлезвиг-Гольштейн-Зондербург-Глюксбургского и его жены Аделаиды Шаумбург-Липпской. В 1878 году её отец получил титул герцога Шлезвиг-Гольштейн-Зондербург-Глюксбургского.
В возрасте 33 лет Луиза вышла замуж за 60-летнего князя Вальдек-Пирмонтского Георга Виктора. Жених был вдовцом и имел пятерых взрослых детей от Елены Нассауской. Свадьба состоялась в Луизенлунде 29 апреля 1891 года. В следующем году родился единственный сын пары:
- Вольрад (1892—1914) — немецкий военный, лейтенант гессенского полка, во время Первой мировой войны, участвовал в боевых действиях в Вогезах и битве на Марне, погиб в Западной Фландрии, женат не был, детей не имел.

В мае 1893 года Георг Виктор умер от пневмонии в Марианске-Лазне в Богемии.
Луиза ушла из жизни в Марбурге во времена Третьего рейха в возрасте 78 лет, пережив сына и мужа. Похоронена рядом с ними на кладбище вблизи княжеской усыпальницы в Родене.